# Конрад Краєвський
Конрад Краєвський (пол. Konrad Krajewski; нар. 25 листопада 1963, Лодзь, Польща) — польський церковний діяч, доктор богословських наук у галузі літургії, архиєпископ, папський церемоніал у 1999—2013 роках, папський елемозинарій з 2013 року, кардинал-диякон з 2018 року.

## Життєпис
Народився 25 листопада 1963 року в Лодзі. Закінчив місцеву середню школу № XXVIII. У 1982—1988 роках навчався в духовній семінарії в Лодзі. Висвячений на пресвітера 11 червня 1988 року Лодзьким єпископом Владиславом Зюлеком. Того ж року здобув ступінь магістра богослов'я в Люблінському католицькому університеті. У 1990—1993 роках вивчав літургіку в Папському інституті св. Ансельма в Римі, який він закінчив зі ступенем ліценціяту. У 1995 році в Папському університеті Святого Томи Аквінського отримав ступінь доктора богослов'я з літургіки на основі дисертації на тему «Єпископські свячення в реформі Другого Ватиканського Собору».
У 1988—1990 роках працював вікарієм спочатку в с. Русець, а потім у Лодзі. Після повернення з навчання у 1995 році був церемоніалом архиєпископа Владислава Зюлека. Крім того викладав літургіку і був директором бібліотеки Вищої духовної семінарії в Лодзі, а в 1997 році став префектом семінарії. 1 жовтня 1998 року став співпрацівником Служби Папських літургійних церемоній. 12 травня 1999 року о. Конрад Краєвський став папським церемоніалом. У 1999 році був удостоєний звання почесного прелата Його Святості, а в 2002 році — капелана Його Святості. У 2008 році став почесним каноніком Лодзинської архикатедральної капітули.

## Єпископ
3 серпня 2013 року Папа Франциск призначив його титулярним архиєпископом Беневенту та папським елемозинарієм. Висвячений на єпископа 17 вересня 2013 року в базиліці св. Петра у Ватикані. Єпископські свячення уділив кардинал Джузеппе Бертелло, губернатор держави-міста Ватикан у співслужінні архиєпископа П'єро Маріні, колишнього папського церемонімейстра, та Владислава Зюлека, архиєпископа-емерита Лодзинської архидієцезії. У ЛІтургії брав участь також Папа Франциск. Єпископським девізом він обрав слово «Misericordia» (Милосердя).

## Кардинал
20 травня 2018 року під час молитви Regina Coeli Папа Франциск оголосив про іменування архиєпископа Краєвського кардиналом. На консисторії 28 червня 2018 року папа Франциск проголосив його кардиналом-дияконом, а як титулярну церкву передав йому храм Санта-Марія-Іммаколата-аль-Есквіліно. 24 жовтня урочисто введений у свою титулярну церкву. 6 жовтня 2018 року Папа Франциск призначив кардинала Краєвського членом Дикастерії інтегрального розвитку людини.
11 травня 2019 року кардинал Краєвський зламав пломби лічильників електроенергії в римській багатоквартирній будівлі, в якій незаконно проживали близько 450 осіб (у тому числі 100 дітей), заявивши, що відтепер оплачуватиме рахунки будинку вартістю 300 000 євро. За таку поведінку італійська газета «La Repubblica» охрестила його Папським Робін Гудом, повідомляли про нього й інші міжнародні ЗМІ. Його роботу знову помітили світові ЗМІ, коли у квітні 2020 року, під час пандемії COVID-19, він вирушив від імені Папи з продовольчою допомогою транссексуальним повіям з Торваяніки (Помеція), переважно з країн Латинської Америки, які через відсутність засобів до існування, зголосилися до місцевого пароха. Краєвський висловив своє здивування таким зацікавленням його особою, назвавши свою поведінку звичайною, нормальною роботою Церкви і нагадавши, що всі ми діти Божі.
У березні 2022 року у відповідь на вторгнення Росії в Україну Папа Франциск відправив Краєвського як спеціального посла в Україну разом із кардиналом Майклом Черні, який очолює папську канцелярію, що займається питаннями міграції, благодійності, справедливості та миру. Цю місію, яка передбачала кілька поїздок, оцінили як дуже незвичайний крок дипломатії Ватикану. 17 вересня 2022 року, під час доставляння гуманітарної допомоги, потрапив під обстріл у Запорізькій області.

## Приватне життя
Його батьки померли, коли він був у Римі, а брат трагічно загинув у морі.
У грудні 2020 року його госпіталізували в поліклініку Джемеллі з симптомами пневмонії, спричиненої інфекцією коронавірусом SARS-CoV-2. Він залишив лікарню через 11 днів.

## Нагороди
11 травня 2010 року нагороджений португальським орденом Христа 3 ступеня.

## Книги
- «Zapach Boga» («Запах Бога»), Видавництво «Знак», Краків 2019.